# Kurt Geier
Kurt Geier (* 6. März 1879 in Eisenberg; † 15. November 1950 in Altenburg) war ein deutscher Jurist, Verwaltungsbeamter und Politiker (NLP, DNVP, DVP).

## Leben und Wirken
Geier durchlief ein Studium der Rechtswissenschaft, das er mit der Promotion zum Dr. jur. beendete. Später arbeitete er als Beamter im höheren Verwaltungsdienst und wirkte als Landesbankdirektor in Altenburg. Er war während der Zeit des Deutschen Kaiserreiches Mitglied der Nationalliberalen Partei (NLP) und von 1910 bis 1918 Landtagsabgeordneter im Herzogtum Sachsen-Altenburg. Nach der Novemberrevolution trat er zunächst in die Deutschnationale Volkspartei (DNVP) ein, wechselte dann aber zur Deutschen Volkspartei (DVP) über. Geier war von 1920 bis 1932 Abgeordneter des Thüringer Landtages und bekleidete dort zeitweise das Amt des Vizepräsidenten. Vom 17. Dezember 1925 bis zum 29. April 1927 amtierte er als Staatsrat für Altenburg in der Regierung des Landes Thüringen.